# Dipturus whitleyi
Dipturus whitleyi är en rockeart som först beskrevs av Tom Iredale 1938.  Dipturus whitleyi ingår i släktet Dipturus och familjen egentliga rockor. Inga underarter finns listade i Catalogue of Life.